# Longovilo
Longovilo es una localidad chilena ubicada en la comuna de San Pedro, Provincia de Melipilla, Región Metropolitana. Recibe su nombre de la antigua Hacienda Longovilo.
Por Longovilo pasa la ruta CH-66 —también conocida como «Carretera de la Fruta»— que conecta Pelequén con el puerto de San Antonio.

## Estación Longovilo

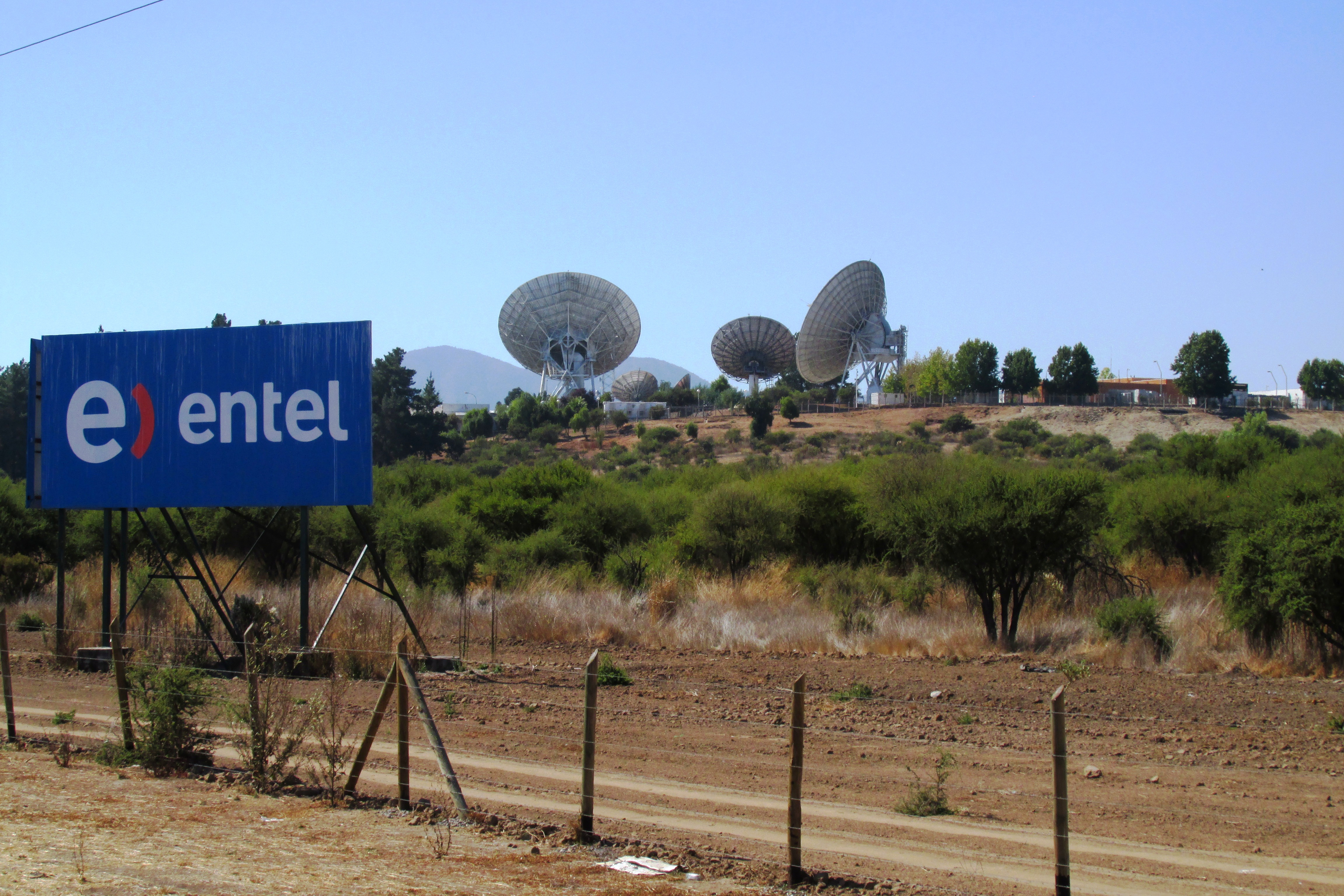
Antenas de telecomunicaciones de la Estación Terrena Longovilo.

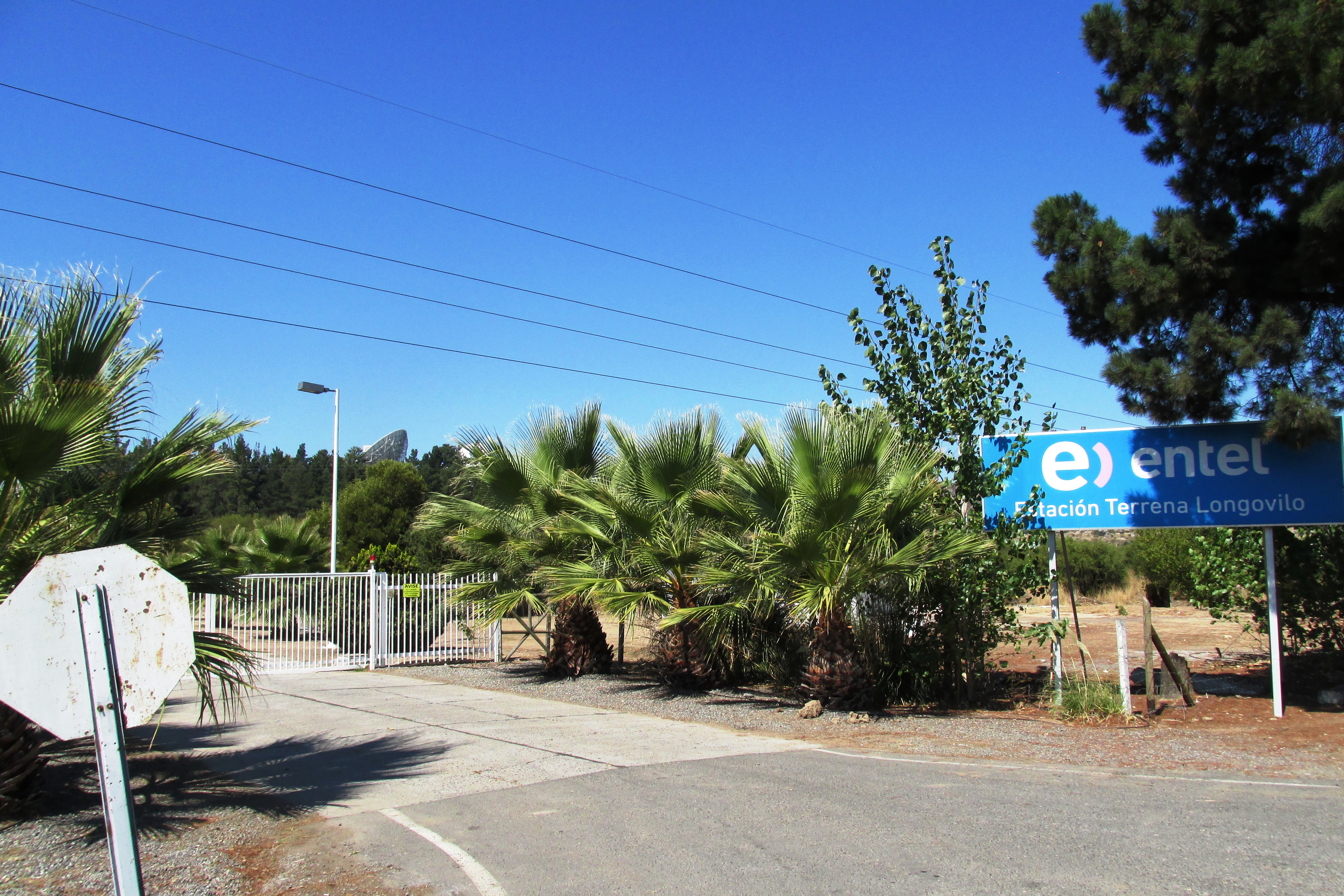
Ingreso al recinto.

La localidad es reconocida por la Estación Terrena Longovilo, un telepuerto de comunicación satelital construido por la empresa Entel desde 1967 y que inició sus operaciones el 21 de julio de 1968, siendo inaugurado oficialmente por el presidente Eduardo Frei Montalva el 9 de agosto del mismo año, y que fue el primero de su tipo en Latinoamérica. La operación de la primera antena permitió recibir en Chile la transmisión televisiva del alunizaje de la misión Apolo 11 en 1969.
La estación consta de seis antenas, cinco de las cuales están en funcionamiento:
| Nombre  | Año  | Tamaño (m) | Estado    |
| ------- | ---- | ---------- | --------- |
| LOL-01A | 1968 | 30,0       | En desuso |
| LOL-02A | 1977 | 32,0       | En uso    |
| LOL-03A | 1981 | 18,3       | En uso    |
| LOL-04A | 1986 | 11,0       | En uso    |
| LOL-05A | 1996 | 9,0        | En uso    |
| LOL-06A | 1998 | 16,4       | En uso    |